# Iglesia de Santa María de Todos los Santos (Pavia)
La iglesia de Santa Maria d'Ognissanti es una iglesia desacralizada en Pavía, Lombardía.

## Historia
La iglesia, originalmente dedicada a Sant'Agostino, existía ya en los primeros años del siglo XIV, como lo menciona el cronista Opicino de Canistris, y pertenecía a la orden de los Humillati. Posteriormente fue dedicada a la Santísima Virgen María y a Todos los Santos. En 1568 fue cedida, junto con todos los edificios de la orden presentes en Pavía, a los monjes de la Certosa di Pavía quienes, entre 1626 y 1628, hicieron reconstruir la iglesia, originalmente de tres naves, obra del arquitecto milanés Ercole Turati, adaptándola así a los dictados surgidos durante el Concilio de Trento. El edificio, y en particular la fachada, sufrió nuevas intervenciones en 1727. En 1782 se suprimió la cartuja, las casas que formaban el complejo fueron vendidas a la universidad, mientras que la iglesia permaneció operativa hasta 1803, cuando fue suprimida y puesta a subasta, tanto que el altar acabó en la iglesia de Doccio Valsesia, para luego pasar a la familia Botta Adorno y luego a la Universidad de Pavía, actual propietaria.

## Descripción
La fachada está dividida horizontalmente por un marco saliente; la parte superior, flanqueada por elegantes volutas, está ocupada por un gran ventanal con marco de estuco y termina con un tímpano redondeado.